# 黃曰謹
黃曰謹（1545年—？），字元祇，福建漳州府鎮海衛軍籍，明朝政治人物。

## 生平
萬曆元年（1573年）癸酉科福建鄉試第三十八名，萬曆五年（1577年）丁丑科會試第二十五名，登三甲第一百八十二名進士。歷官工部郎中，二十年十一月升廣東按察司副使，遷江西右參政，二十七年四月升四川按察使，七月改江西按察使。

## 家族
曾祖黃德乾；祖父黃璇宗；父黃繼傳。母李氏。慈侍下。兄黃曰勤。
子黄廷賞，字维章，嘉靖庚子順天舉人。